# Ilha das Flores (Açores)

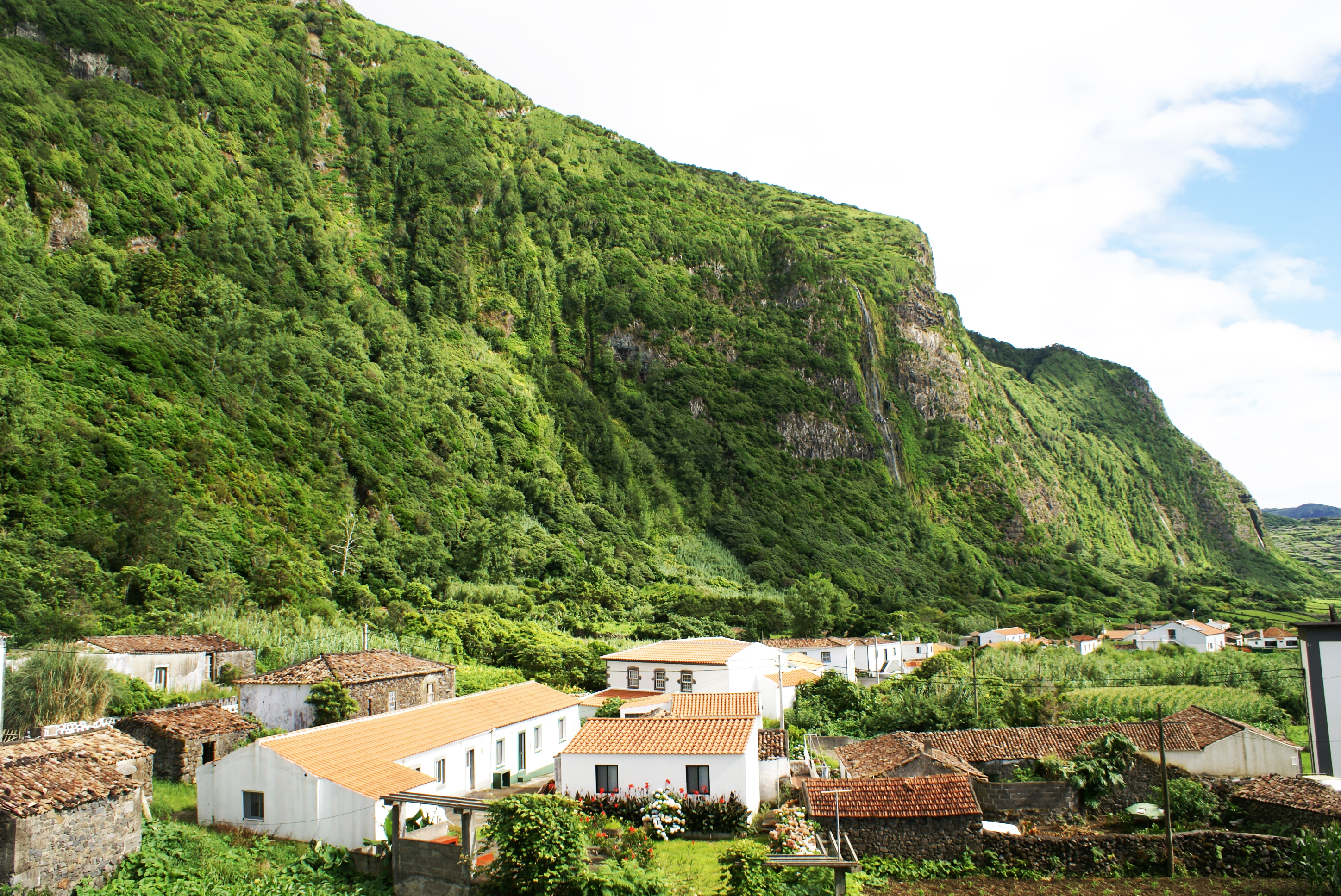
Vista parcial da Fajã Grande

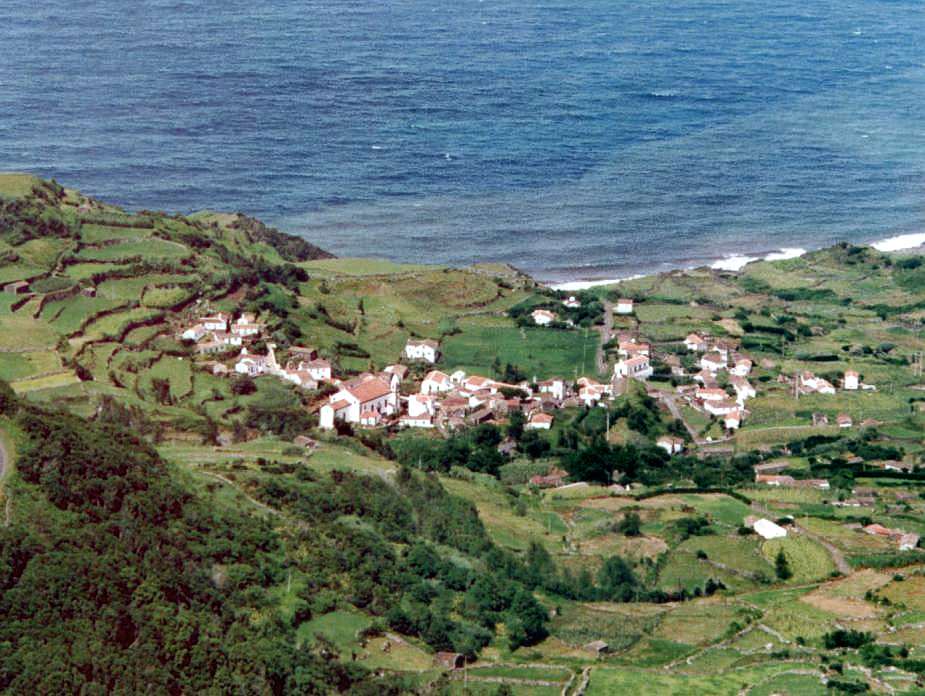
A freguesia da Fajãzinha, na costa ocidental da ilha das Flores

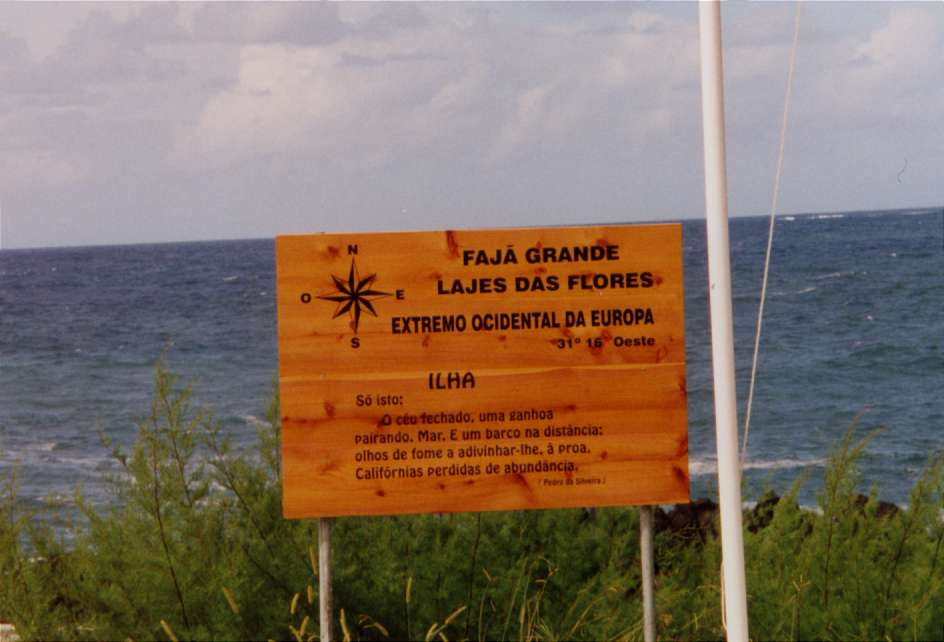
Placa indicativa do extremo ocidental das Flores (Fajã Grande)

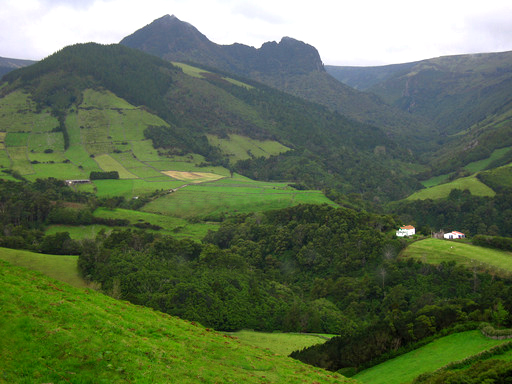
Paisagem, do Interior da ilha das Flores

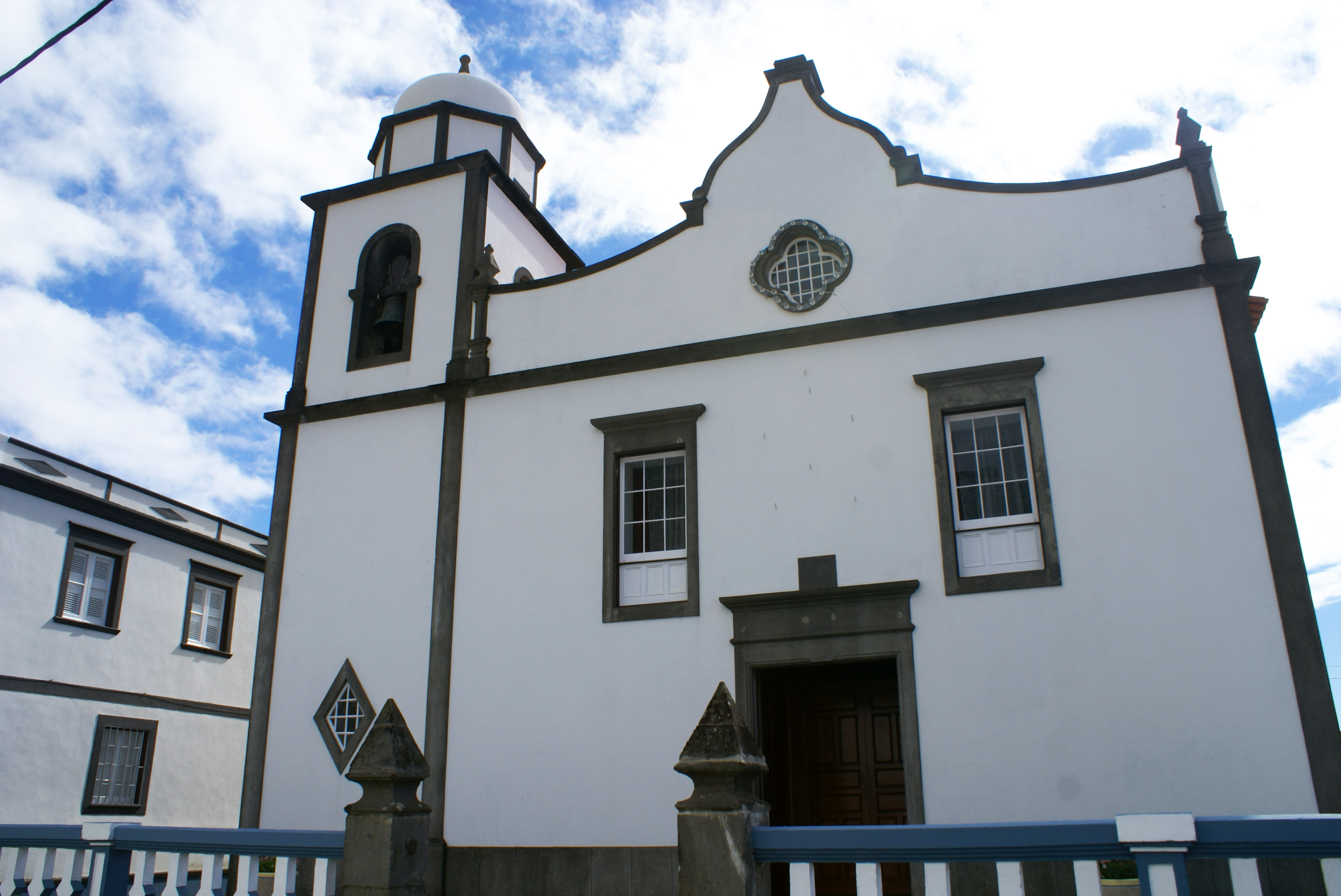
Igreja de São José, Fajã Grande

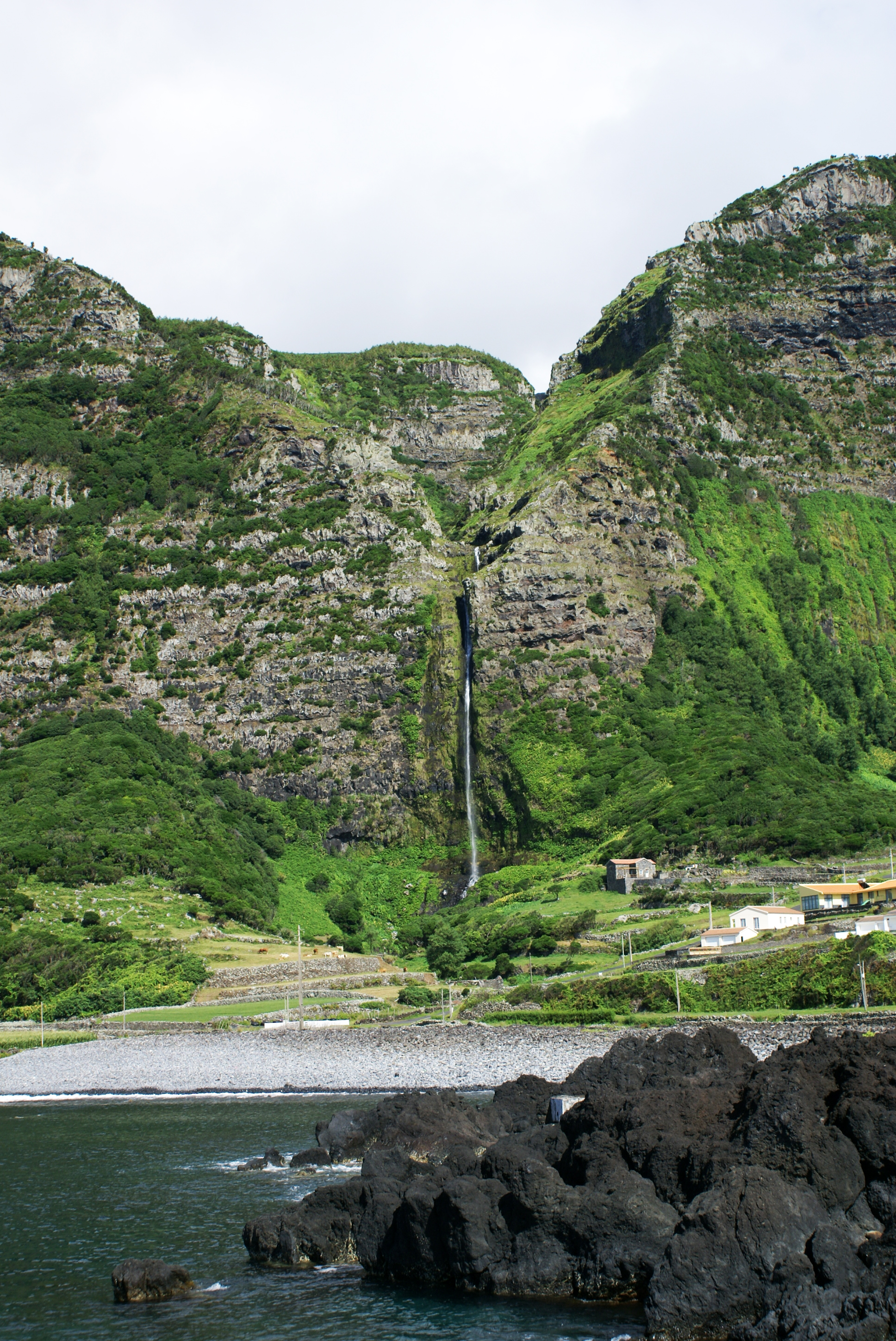
Cascata do Poço do Bacalhau, Fajã Grande

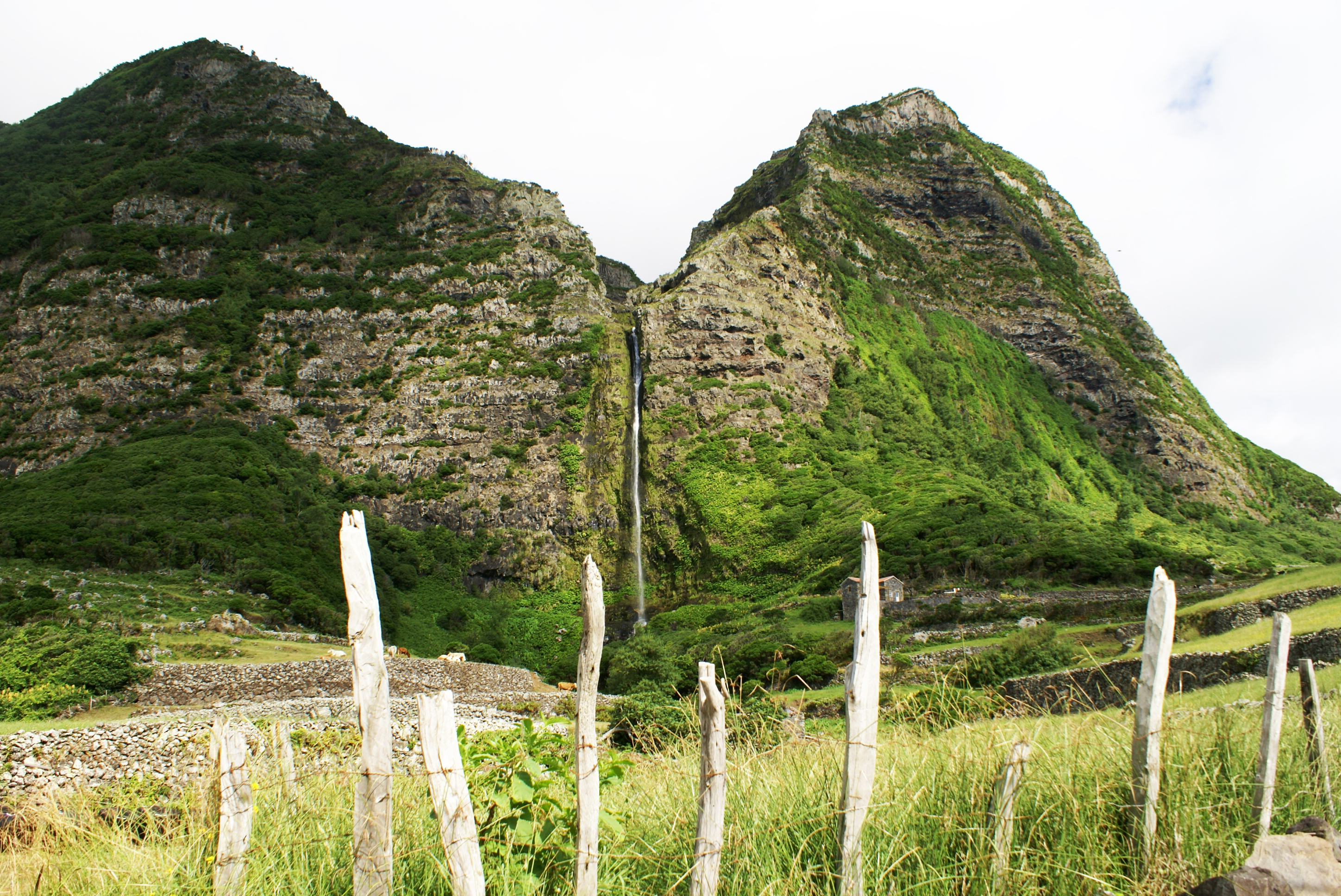
Cascata do Poço do Bacalhau, Fajã Grande

A ilha das Flores situa-se no Grupo Ocidental do arquipélago dos Açores, sobre a Placa Norte-Americana sendo a maior das ilhas que compõem aquele grupo. Ocupa uma área de 141,7 km², na sua maior parte constituída por terreno montanhoso, caracterizado por grandes ravinas e gigantescas falésias. O ponto mais alto da ilha é o Morro Alto, a 915 metros de altitude. A população residente é de 3428 habitantes (censo de 2021), repartindo-se pelos concelhos de Santa Cruz e Lajes das Flores. É o ponto mais ocidental de Portugal (no Ilhéu de Monchique) e frequentemente considerada como o ponto mais ocidental da Europa (caso seja considerada parte da Europa, ainda que assente na  Placa Norte-Americana). É uma das mais belas do arquipélago, cobrindo-se de milhares de hortênsias de cor azul, que dividem os campos ao longo das estradas, nas margens das ribeiras e lagoas.

## História

### Da descoberta e povoamento
As ilhas do Grupo Ocidental do arquipélago dos Açores - Flores e Corvo - foram encontradas em 1452, quando do retorno da viagem de exploração de Diogo de Teive e seu filho, João de Teive, à Terra Nova. No início do ano seguinte, a 20 de janeiro de 1453, Afonso V de Portugal fez a doação das ilhas de "Corvo Marini" ao seu tio, Afonso I, Duque de Bragança. Nesse documento de doação não é mencionada a ilha das Flores, uma vez que, à época, não tinha um nome. Entretanto era esta a ilha doada, uma vez que a do Corvo era, à época, considerada apenas um ilhéu anexo à primeira. As ilhas seriam posteriormente doadas ao Infante D. Henrique, Mestre da Ordem de Cristo, que, em seu testamento, as nomeia como ilha de São Tomás e ilha de Santa Iria. Com a morte deste passam para o Infante D. Fernando, Duque de Viseu.
A atual toponímia "Flores", em uso desde em 1474 ou 1475, deve-se à abundância de flores de cor amarela, os "cubres" ("Solidago sempervirens") que recobriam a costa da ilha, cujas sementes possivelmente foram trazidas por aves migratórias desde a península da Flórida, na América do Norte.
O primeiro capitão do donatário destas ilhas foi Diogo de Teive, passando a capitania a seu filho, João de Teive. Este cedeu-a a Fernão Teles de Meneses a 20 de janeiro de 1475. Com a morte acidental de Teles de Meneses, a viúva deste, D. Maria Vilhena, que as administrava em nome do seu jovem filho, Rui Teles, negociou estes direitos com Willem van der Haegen. Desse modo, este nobre flamengo que por volta de 1470 havia chegado com avultada comitiva à ilha do Faial, de onde passara à ilha Terceira, passa para as Flores por volta de 1480, pagando à viúva apenas direitos de capitão do donatário, e iniciando-lhe o povoamento. Fixou-se junto à foz da Ribeira de Santa Cruz (ainda atualmente conhecida por Ribeira dos Barqueiros), nos arredores de Santa Cruz das Flores, próximo da Fajã do Conde, cuja povoação começou a se formar, iniciando o cultivo do pastel, planta tintureira em cuja cultura era experimentado. Aí permaneceu durante cerca de dez anos, findo os quais resolveu deixar a ilha, motivado pelo isolamento e pela dificuldade de comunicações da mesma, indo fixar-se na ilha de São Jorge.
Mais tarde, Manuel I de Portugal faz a doação da capitania-donatária a João da Fonseca, a 1 de março de 1504, que retoma o povoamento com elementos vindos da Terceira e da ilha da Madeira, aos quais se somou, por volta de 1510, nova leva de indivíduos de várias regiões de Portugal, com predomínio dos do norte do país. Este povoamento distribuiu-se ao longo da costa da ilha, com cada família ou grupos afins ocupando a data ou sesmaria que lhes coubera, com base na cultura de trigo, cevada, milho, legumes e na exploração da urzela e do pastel. Desse modo, ainda no século XVI recebem carta de foral as povoações de Lajes das Flores (1515) e de Santa Cruz das Flores, assim elevadas a vila. Data de 6 de agosto de 1528 a confirmação régia da posse da Capitania a Pedro da Fonseca, filho de João da Fonseca. Com o falecimento de Pedro da Fonseca, e do seu filho mais velho, João de Sousa, João III de Portugal faz a doação da capitania-donataria da ilha a Gonçalo de Sousa (12 de janeiro de 1548).
Nos séculos seguintes, os poucos habitantes manter-se-iam isolados em várias partes da ilha, recebendo raras visitas das autoridades régias, e de embarcações de comércio das ilhas do Faial e Terceira em busca de azeite de cachalote, mel, madeira de cedro, manteiga, limões e laranjas, carnes fumadas e, por vezes, louça (deixando panos de lã e linho e outros artigos manufaturados) e outras que ali faziam aguada e adquiriam víveres.

### Da Dinastia Filipina aos nossos dias
No contexto da Dinastia Filipina, a ilha foi invadida por corsários britânicos: a 25 de Julho de 1587 cinco navios desembarcaram tropas que invadiram e saquearam a vila das Lajes e seus arrabaldes, tendo a população em pânico se evadido para os matos vizinhos. Na ocasião foi incendiada e destruída a primitiva matriz da vila, a Igreja do Espírito Santo. Entre outras embarcações de corsários e piratas que aportaram à ilha, de acordo com a tradição local uma delas terá procurado refúgio na gruta dos Enxaréus.
Em 1591 a ilha foi novamente atacada por corsários ingleses.
Em 1593, Filipe I de Portugal nomeou para capitão-do-donatário das ilhas, Francisco de Mascarenhas, conde de Santa Cruz.
No contexto da Guerra Civil Portuguesa (1828-1834), quando da ofensiva liberal do 7.º conde de Vila Flor (1831), a ilha reconheceu espontaneamente o governo liberal.
Em meados do século XIX, passou a ser visitada por baleeiros estadunidenses, atividade que também passou a ser praticada pelos habitantes da ilha.
O isolamento da ilha apenas foi quebrado com a instalação, em 1966, da Base Francesa das Flores. Nos anos seguintes, foram erguidos um hospital, uma central eléctrica e um aeroporto, infraestruturas que trouxeram grande desenvolvimento à ilha.

## Rede Mundial de Reservas da Biosfera da UNESCO
Esta ilha foi incluída em 27 de Maio de 2009 na lista da Rede Mundial de Reservas da Biosfera da UNESCO, juntando-se à ilha Graciosa e à ilha do Corvo que também já se incluem na lista, facto que é relevante para a proteção e valorização do ambiente nos Açores. Esta decisão de incluir a ilha das Flores na lista dos sítios com relevância ambiental foi tomada pelo Conselho Coordenador internacional do programa “O Homem e a Biosfera”, durante reunião realizada na ilha de Jeju, na República da Coreia do Sul.
A UNESCO salienta que esta reserva inclui toda a ilha, e que esse facto se deve a esta ilha apresentar aspectos de uma natureza bem conservada onde se observa uma grande abundância de floresta característica das florestas da Laurisilva típicas da Macaronésia, uma paisagísticos, geológicos, ambientais e culturais de grande importância, e ainda áreas marinhas adjacentes. O documento da UNESCO refere, ainda, as particularidades de excepcional interesse do novo sítio classificado, nomeadamente a existência de “altas escarpas que dominam a maior parte da linha da costa, que é ponteada por pequenos ilhéus”.

## Divisão administrativa
A ilha das Flores está dividida em dois municípios: no nordeste da ilha situa-se o concelho de Santa Cruz das Flores, com sede na vila do mesmo nome; a sudoeste situa-se a vila de Lajes das Flores, também sede de concelho.
O concelho de Santa Cruz das Flores, o mais povoado da ilha, é composto pelas seguintes freguesias:
- Santa Cruz, a maior povoação da ilha, onde se localiza a Escola Básica e Secundária Padre Maurício de Freitas, a única secundária da ilha, o Centro de Saúde, o aeroporto e as principais estruturas administrativas e económicas da ilha;
- Caveira;
- Cedros;
- Ponta Delgada, sita no extremo norte da ilha e local onde funcionaram as estruturas técnicas da Base Francesa das Flores.

O concelho das Lajes das Flores é composto pelas seguintes freguesias:
- Lajes, a vila sede do concelho e a povoação onde se localiza o porto que serve a ilha.
- Lomba;
- Fazenda;
- Lajedo;
- Mosteiro;
- Fajãzinha;
- Fajã Grande, a povoação mais ocidental da ilha e o principal centro populacional da costa ocidental.

## Geomorfologia e geologia
A ilha tem forma de um trapézio e mede de área total 143,11 km2, 17 km de comprimento e 12,5 km de largura máxima.
Pontos de interesse geológico:
- Rocha dos Bordões,
- Reserva Natural das Caldeiras Funda e Rasa,
- Fajã de Lopo Vaz,
- Ilhéu do Monchique (ponto mais ocidental da Europa),
- Sete Lagoas
- Lagoa Funda,
- Baixa do Escolar,
- Baixas de Fora do Porto das Poças,
- Baixa do Boqueirão,
- Baixa Rasa do Lajedo,
- Baixa dos Morros,
- Baixa de São Pedro,
- Baixa do Fonseca,
- Ilhéu Alagado

## Património construído
- Bateria da Alagoa
- Bateria da Lomba
- Bateria da Ponta da Caveira
- Bateria sobre o Alto (Santa Cruz das Flores)
- Bateria do Cais (Lajes das Flores)
- Estação LORAN das Flores
- Forte de Nossa Senhora do Rosário (Lajes das Flores)
- Forte de Santo António (Lajes das Flores)
- Forte de São Francisco (Ilha das Flores)
- Forte de São Pedro de Ponta Delgada (Santa Cruz das Flores)
- Forte do Estaleiro da Fajã Grande
- Forte do Monte do Maio
- Vigia do Portinho

## Clima
De uma forma geral, o clima da ilha das Flores pode ser caracterizado pelas suas temperaturas amenas, elevada humidade relativa do ar, frequência de ventos fortes e céu geralmente nublado.

## Demografia
| População da ilha das Flores (1849 – 2011) | População da ilha das Flores (1849 – 2011) | População da ilha das Flores (1849 – 2011) | População da ilha das Flores (1849 – 2011) | População da ilha das Flores (1849 – 2011) | População da ilha das Flores (1849 – 2011) | População da ilha das Flores (1849 – 2011) | População da ilha das Flores (1849 – 2011) | População da ilha das Flores (1849 – 2011) |
| ------------------------------------------ | ------------------------------------------ | ------------------------------------------ | ------------------------------------------ | ------------------------------------------ | ------------------------------------------ | ------------------------------------------ | ------------------------------------------ | ------------------------------------------ |
| 1849                                       | 1900                                       | 1930                                       | 1960                                       | 1981                                       | 1991                                       | 2001                                       | 2004                                       | 2011                                       |
| 10840                                      | 8127                                       | 6992                                       | 6583                                       | 4352                                       | 4329                                       | 3995                                       | 3991                                       | 3793                                       |